# Peter Anyang' Nyong'o
Pour les articles homonymes, voir Nyong'o.
Peter Anyang' Nyong'o , né le 10 octobre 1945 dans la localité de Seme dans l'actuel comté de Kisumu, est un homme politique kényan, actuel sénateur du comté de Kisumu et secrétaire général du parti politique ODM.

## Biographie

### Études
Il obtient, en 1971, un baccalauréat universitaire à l'université Makerere avant de rentrer à l'université de Chicago ou il obtient une maîtrise universitaire ès lettres en 1974 puis un doctorat en philosophie en 1977.

### Parcours académique
De retour au Kenya, il devient lecteur en science politique et en économie politique à l'université de Nairobi jusqu'en 1982 quand il accepte une place de professeur invité au collège de Mexico jusqu'en 1984 puis, toujours de professeur invité, à l'université d'Addis Abeba jusqu'en 1986 et enfin, pendant un an, de enseignant-chercheur à l'East and Southern Africa Management Institute d'Arusha. Rentré au Kenya, il devient chef de programme à l'Académie africaine des sciences à Nairobi jusqu'en 1992.

### Parcours politique
En 1992, il se lance en politique, rejoint le parti politique Forum for the Restoration of Democracy–Kenya (Ford-K) nouvellement fondé par Oginga Odinga et est élu député de la circonscription électorale de Kisumu Rural. En décembre 1997, il perd son siège puis le récupère, à l'élection législative de décembre 2002, pour le parti NARC et occupe, jusqu'au 23 novembre 2005, le portefeuille du ministère de la Planification économique et du Développement.
En mars 2006, il rejoint le nouveau parti ODM, fondé par Raila Odinga, en devient le secrétaire général et conserve son siège de député lors de l'élection de décembre 2007. Il est aussi nommé ministre des Services médicaux, un nouveau ministère créée par la séparation du ministère de la Santé en ministère de la Santé publique et en ministère des Services médicaux.
Lors de l'élection législative du 4 mars 2013, il ne se présente plus à la chambre basse mais à la chambre haute, réinstaurée par la nouvelle Constitution de 2010, et est élu sénateur du comté de Kisumu.

### Vie privée
Peter Nyong'o fait partie d'une fratrie parmi laquelle on comptait le pathologiste et professeur d'université Aggrey Nyong'o mort dans un accident de la route le 14 mai 2002 et Charles Nyong'o, un ingénieur civil, disparu en 1980 à bord du transbordeur de Likoni.
Il est marié avec Dorothy, consultante en relations publiques et l'une des directrices de l'Africa Cancer Foundation (« Fondation africaine du cancer »), avec qui il a six enfants, dont l'actrice Lupita Nyong'o.

## Ouvrages didactiques
- (en) Peter Anyang' Nyong'o et al. (préf. Peter Anyang' Nyong'o), Popular struggles for democracy in Africa, Londres, Atlantic Highlands, coll. « Studies in African political economy », 1987, 288 p. (ISBN 978-0-8623-2737-8, OCLC 15652423), chap. 8 (« Popular alliances and the state in Liberia, 1980-85 »)
- Peter Anyang' Nyong'o, Samir Amin, Yves Benot et al., Afrique : la longue marche : État autoritaire et résistances populaires. Sept études, Paris, Éditions Publisud, coll. « Forum du Tiers-Monde », 1988, 254 p. (ISBN 978-2-8660-0337-1, OCLC 19822050)
- (en) Peter Anyang' Nyong'o (préf. Maina Kiai), The political economy of corruption in Kenya, Nairobi, African Research and Resource Forum, coll. « ARRF public debate series », 2006, 18 p. (ISBN 978-9-9667-0622-5, OCLC 778427397)